# メイヨー・クリニック

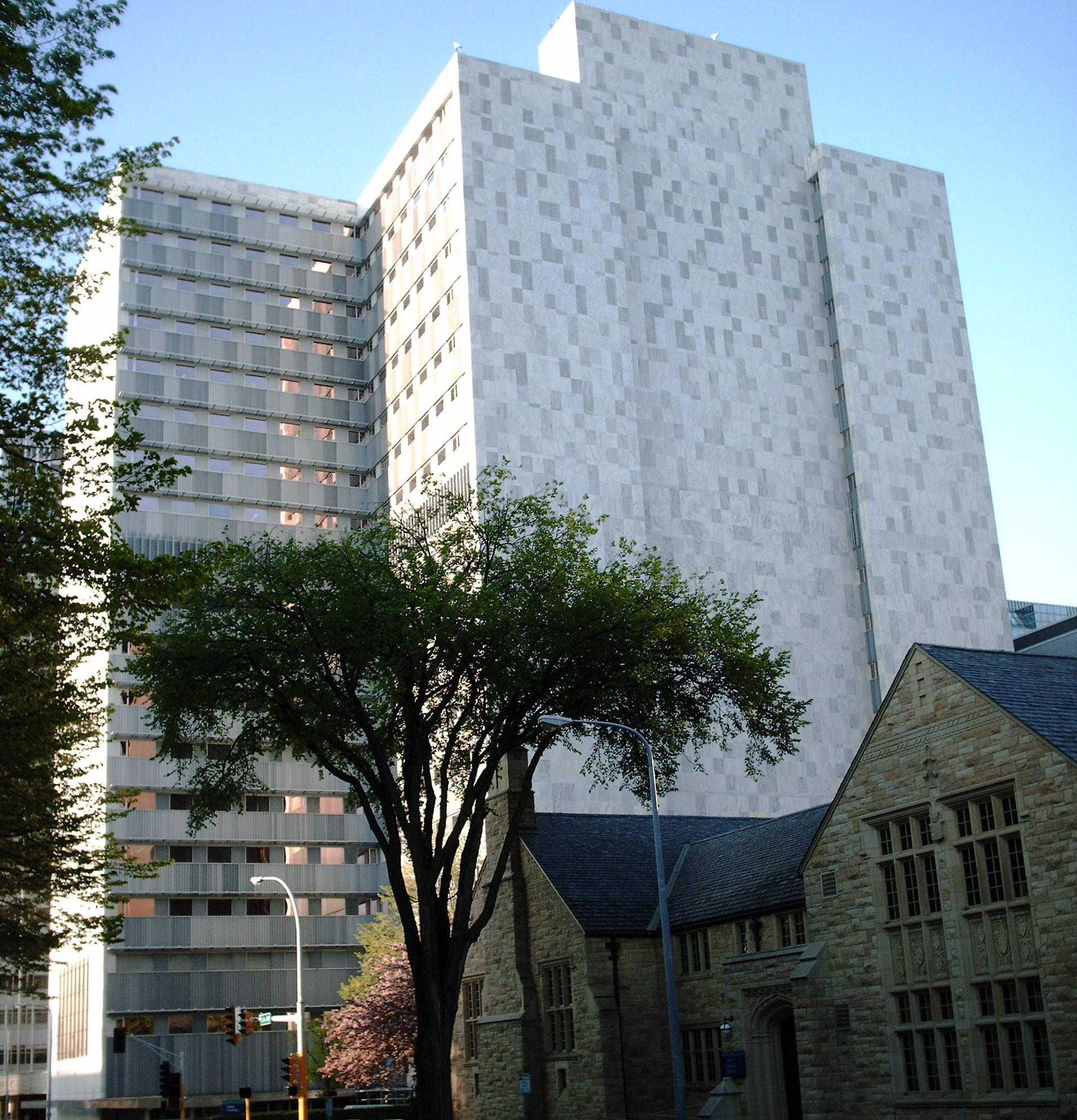

メイヨー・クリニック（Mayo Clinic）は、アメリカ合衆国ミネソタ州ロチェスター市に本部を置く総合病院。ロチェスターのほかフロリダ州ジャクソンビルとアリゾナ州スコッツデールに支部を置いている。また、「メイヨー・ヘルス・システム」として、ミネソタ州内のみならずアイオワ州、ウィスコンシン州でも病院や診療所を運営している。メイヨー・クリニックは常に全米で最も優れた病院のひとつに数えられている。USニューズ&ワールド・レポート誌の「全米の優れた病院」2018-2019年版では、メイヨー・クリニックは1位にランクされた。メイヨーの統合的なグループ活動は世界中で注目されている。それ故、過去にメイヨー・クリニックで診療を受けた患者にはアメリカ合衆国の歴代大統領やヨルダン国王をはじめ、各界のVIPが名を連ねている。
大規模な総合病院であるにもかかわらず、「クリニック」という名前がついていることから小さな診療所を想像しがちであるが、この名は初期のメイヨー・クリニックがロチェスターの小さな診療所として始まったことに由来している。附設のメイヨー医学校も含め、メイヨー・クリニックは国内外で高い評価を受けている医療研究機関でもある。歴史的には、メイヨー・クリニックはアメリカ合衆国で初めてレジデンシー制度を取り入れ、卒業後の臨床研修におけるモデルを作り上げた先駆的な存在である。
メイヨー・クリニックの第一のバリューはThe needs of the patient come first.（患者のニーズが第一）である。また、Mayo will provide the best care to every patient every day through integrated clinical practice, education, and research.（メイヨーは統合的な医療活動、教育、研究を通じて、毎日、全ての患者に最善の治療を提供する）というミッションを掲げている。
収益面では、メイヨー・クリニックはブルー・クロス・アンド・ブルー・シールド協会に次いでミネソタ州第2の非営利組織である。2004年には、メイヨー・クリニックは56億ドルの収益を上げた。クリニックの教育・研究活動は医療活動での収益を財源として行われている。2004年には、クリニックは513,377人の患者を診療し、通院患者は延べ2,271,484人、入院患者は130,093人、患者の入院日数の合計は599,002日にのぼった。 
メイヨー・クリニックは医師への給与システムでもアメリカ合衆国内の他病院とは一線を画している。アメリカ合衆国内においては通常、医師は診療した患者数に応じて給与が支払われる。しかしメイヨー・クリニックにおいては、患者数に関わりなく医師の市場価値に応じて一定の給与が支払われるシステムになっている。このシステムにより、医師は患者の回転率を気にすることなく、1人1人の患者に十分な時間をかけることができる。

## 歴史

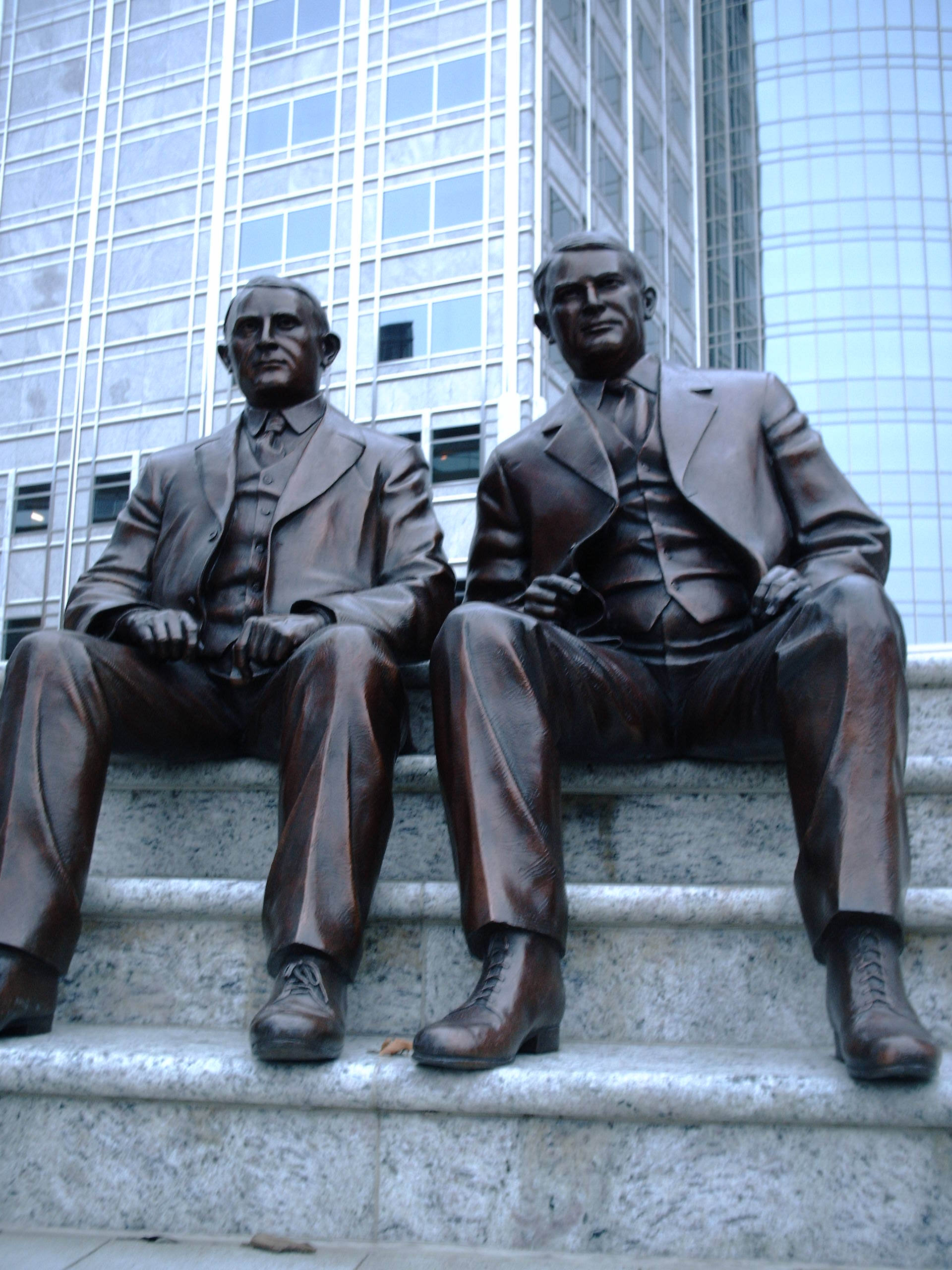
メイヨー兄弟像

メイヨー・クリニックは1846年にアメリカ合衆国に移住したイギリス人移民の医師ウィリアム・ウォーラル・メイヨー、メイヨーの長男ウィリアム・ジェームス・メイヨー（1861年-1939年）、次男チャールズ・メイヨー（1865年-1939年）の3人による辺境の地での医療活動から始まった。2人の息子は最初は父親の助手として働くことで医学教育を受け、後にウィリアム・ジェームスはミシガン大学の、チャールズはノースウェスタン大学の医学校をそれぞれ卒業した。卒業後、2人はロチェスターに戻り、父親の医療活動に加わった。
1883年、藤田スケールF5の大規模な竜巻がロチェスターの町を襲い、37人の死者と数千人の負傷者を出した。このとき、ロチェスターにはまだ病院がなかった。メイヨーは2人の息子および聖フランシス女子修道院とともに生存者の治療にあたった。その後、メイヨーはこの地の病院の必要性を認識し、1889年に27床を有するセント・メアリーズ病院を開設した。セント・メアリーズ病院は1986年に正式にメイヨー・クリニックと統合した。今日、セント・メアリーズ病院は1,100床以上を有している。

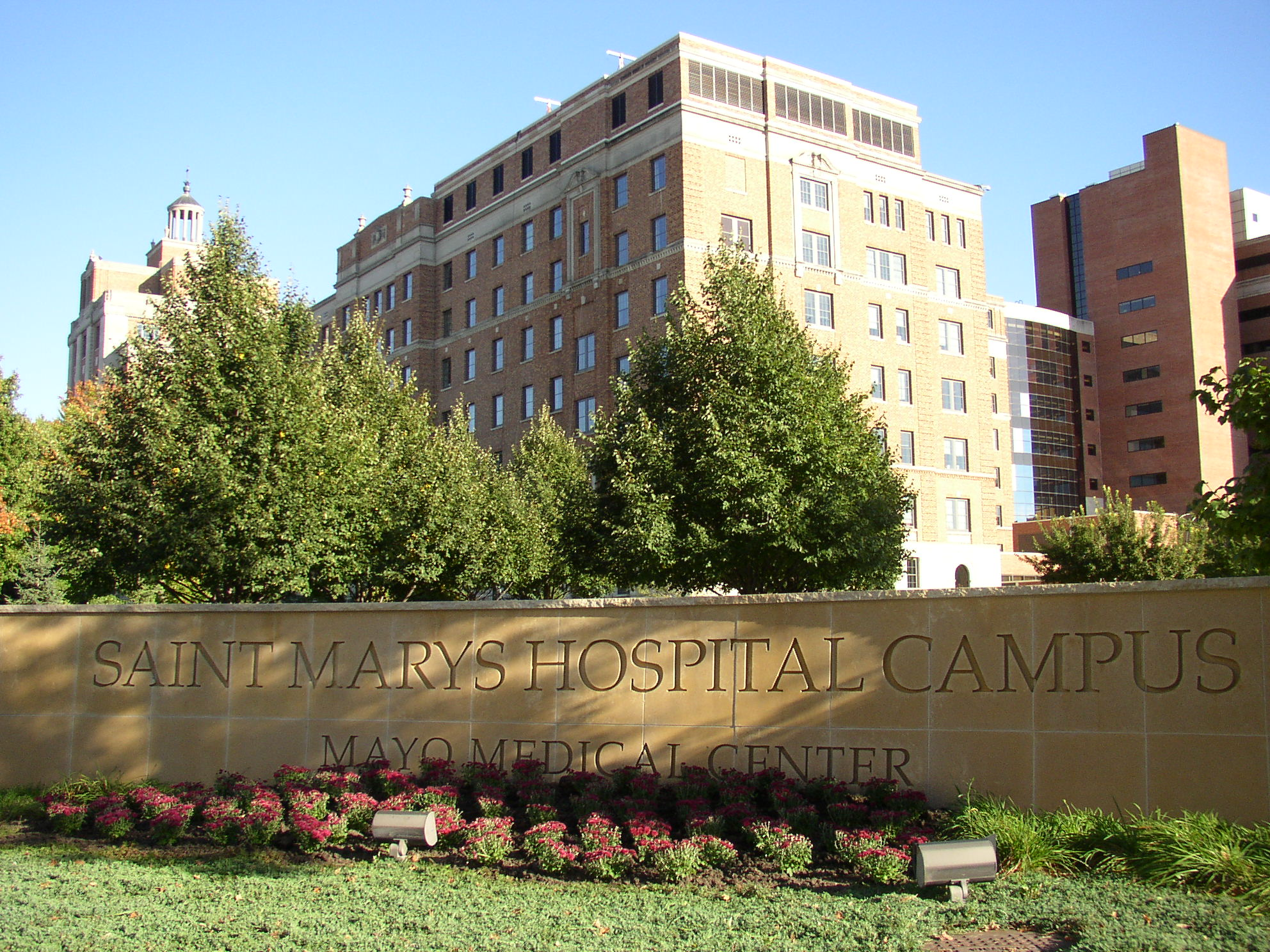
セント・メアリーズ病院

1892年にはオーガストゥス・スティンチフィールド医師がメイヨーの活動に加わった。スティンチフィールドが加入すると、73歳になったウィリアム・メイヨーは一線を退いた。1901年には「近代医療活動の設計者」として評されるヘンリー・プラマー医師がクリニックの活動に加わった。プラマーは個々人の関係書類一式を揃えた形でのカルテや相互接続の電話システムといった、今日世界中の医療現場で用いられているシステムを構築した。また、プラマーは甲状腺の病気に関する先駆的な研究でも知られている。メイヨー兄弟が外科医として優れていたのに対し、プラマーは医療活動における診断や診療を確立させたことによって名声を得た。1907年にはプラマーの後押しでウィルソン医師がクリニックに雇用され、診断法の研究所を設立した。
メイヨー・クリニックの創設者およびパートナーはメイヨー兄弟、スティンチフィールド、プラマーのほか、グラハム医師、ミレット医師、ジャド医師、バルフォア医師であった。パートナーはそれぞれの活動における収益を共有し、それ以外のスタッフには給与が支払われていた。1919年、パートナーたちはメイヨー資産協会を設立し、それぞれの活動を非営利組織化した。クリニックの全資産を所有するメイヨー兄弟はその全てを新たに組織された協会に寄贈した。今日のメイヨー・クリニックの特徴である統合的なグループ活動の基礎は、初期のパートナーシップにおいてすでに確立されていた。

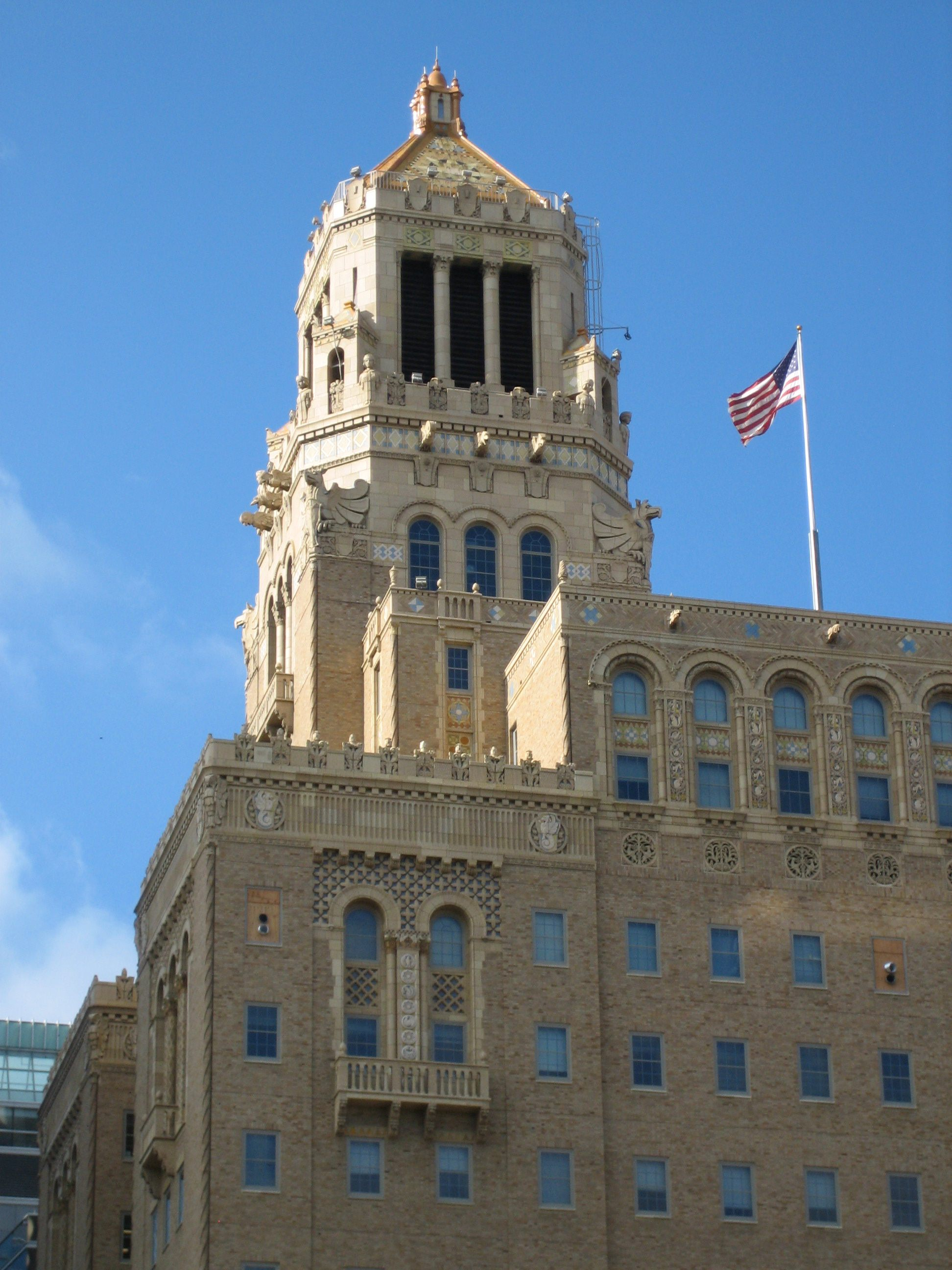
プラマー・ビルディング

メイヨー・クリニックのプラマー・ビルディングは建築設計会社のエラーベ・アンド・ラウンド社によって設計された。設計はすべてプラマーの指示の下に行われ、クリニックのスタッフの意見も多く取り入れられた。1928年に完成した当時、プラマー・ビルディングはツイン・シティズ外に建てられている建物としては州で最も高い建物であった。同ビルは1969年に国の史跡に指定された。その後行われた鐘楼の修復は高く評価されている。プラマーとエラーベ・アンド・ラウンド社の提携関係は深く、同社はプラマービルディングのほか、1914年にはメイヨー・「レッド」・ビルディングを、1922年にはメイヨー実験医学研究所を、1954年には本部ビルとなるメイヨー・ビルディングを、そして2002年にはメイヨー・ビルディングに隣接するゴンダ・ビルディングを手がけている。また、同社はロチェスター・メソジスト病院も設計している。メイヨー・クリニックのロチェスター・キャンパスの敷地はモール・オブ・アメリカの約3倍におよぶ。
メイヨー・クリニックはミネソタ州における医学教育の確立にも尽力した。1917年、メイヨー兄弟はミネソタ大学の医学校開設に協力し、同学に200万ドルを寄付した。1970年代には、クリニックのスタッフ医師がミネソタ大学の医学校で教鞭を取っていた。1972年、メイヨー・クリニックは独自の医学校、メイヨー医学校をロチェスターに設立した。

## 現役医師・卒業生
Mayo Clinic 現臨床医師
- 関口拓史- Mayo Clinic 准教授- Associate Professor, Mayo Clinic, 東京大学医学部卒

卒業生
- 小林茂昭 - 信州大学名誉教授
- 福島孝徳 - デューク大学教授
- 金彪 - 獨協医科大学教授
- 坪井義夫 - 福岡大学教授
- 植木敬介 - 獨協医科大学教授
- 中冨浩文 - 東京大学准教授
- 井上智弘 - NTT東日本関東病院部長
- 田中將太 - 東京大学講師
- 高見浩数 - 東京大学助教
- 長谷川洋敬 - 東京大学助教
- 清藤哲史 - 東京大学大学院
- 長田周治 - 久留米大学講師
- 今野卓哉 - 新潟大学助教
- 小池佑佳 - 新潟大学助教
- 小保方優 - 群馬大学助教